# Suore francescane di Gnadenthal
Le Suore Francescane, di Gnadenthal (in tedesco Schwestern Franziskanerinnen; sigla B.R.D.), sono un istituto religioso femminile di diritto pontificio.

## Storia
Le origini della congregazione risalgono al monastero di terziarie fondato nel 1276 a Ingolstadt da Diemuth Threilacher e Margareth von Puch che, ciascuna nella propria casa, iniziarono a condurre vita comune insieme con alcune compagne sotto la direzione dei frati francescani: le due comunità furono riunite in un'unica casa nel 1385 e nel 1487 ebbero la loro chiesa, dedicata ai due santi Giovanni, il battista e l'evangelista, per cui le terziarie presero a essere indicate come suore del monastero di San Giovanni in Gnadenthal.
Le suore adottarono la regola del Terz'ordine di San Francesco e nel 1467 si posero sotto la guida dei frati minori osservanti di Strasburgo; presero a recitare il breviario romano nel 1607 e nel 1627, sotto papa Urbano VIII, si obbligarono alla stretta clausura.
Il 27 settembre 1769, per volere del principe elettore di Baviera, la giurisdizione sul monastero passò dai francescani al vescovo di Eichstätt.
La proprietà del monastero fu secolarizzata nel 1802 ma nel 1829, con il consenso di Ludovico I di Baviera, le religiose vi fecero rientro.
Nel 1963 il monastero divenne di diritto pontificio e da ordine fu trasformato in congregazione di voti semplici; la congregazione è aggregata all'ordine dei frati minori dal 22 luglio 1954.

## Attività e diffusione
Le suore si dedicano all'istruzione della gioventù.
Oltre che in Germania, sono presenti in Angola e Brasile; la sede generalizia è a Ingolstadt.
Alla fine del 2015 l'istituto contava 96 religiose in 20 case.